# Pacific Racing
Pacific Racing fue un equipo de automovilismo británico, conocido por su destacada etapa en Fórmula 3000 Internacional y por su corto paso en Fórmula 1. Fue fundado por Keith Wiggins en 1984.

## Historia

### Fórmula 3000 Internacional

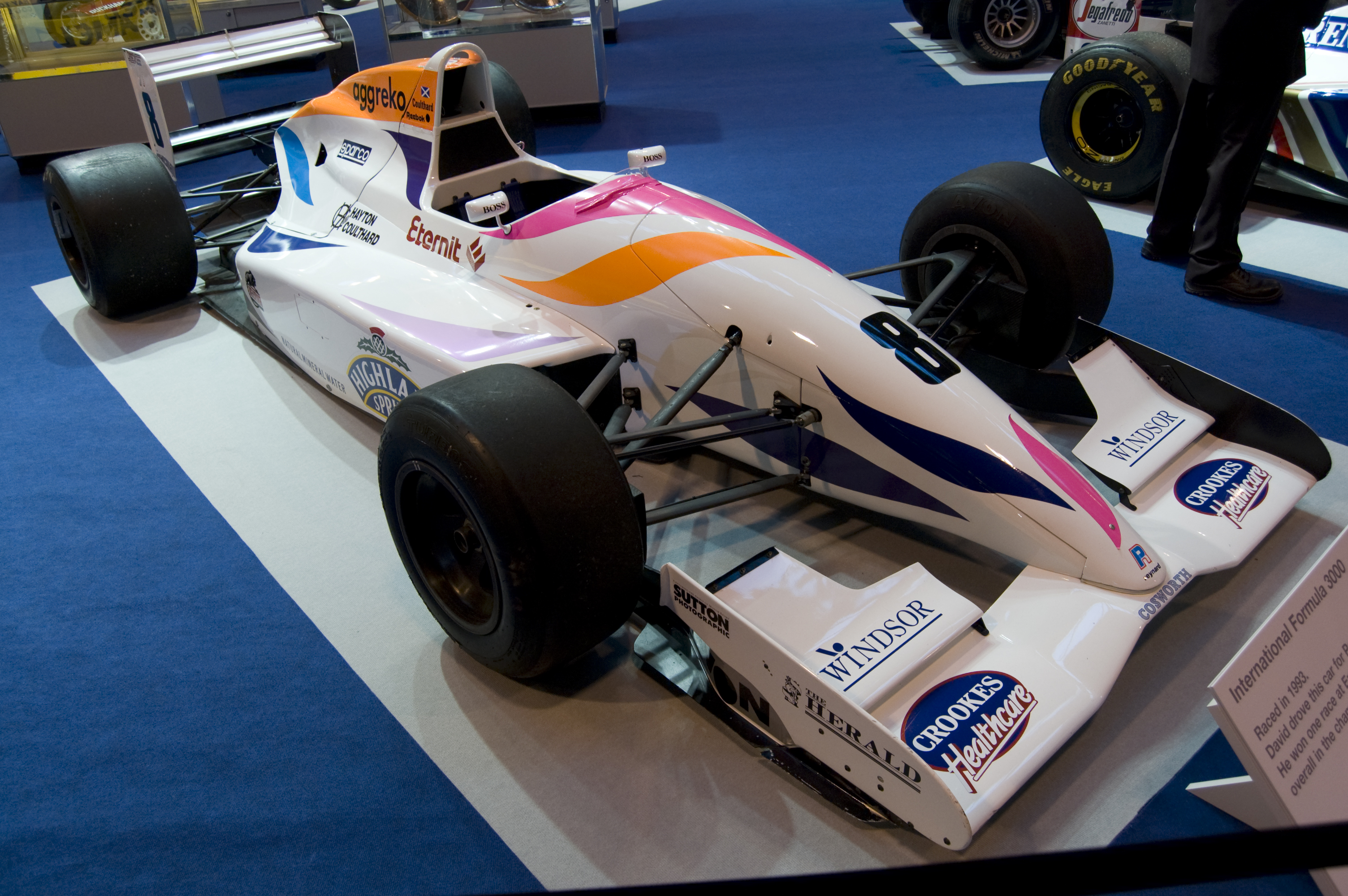
Monoplaza de David Coulthard de F3000 1993.

Luego de una gran andadura por Fórmula Ford Británica y en Fórmula 3 Británica, el equipo decidió dar el salto a Fórmula 3000, en esta categoría consiguió grandes resultados destacándose pilotos como David Coulthard y Eddie Irvine. El mayor éxito fue cuando Christian Fittipaldi fue campeón en 1991 con dos victorias y 7 podios en 10 carreras.

### Fórmula 1
Luego de ser considerado uno de los mejores de los equipos de F3000, el equipo dio el salto a Fórmula 1, en la categoría reina, donde solo consiguió terminar seis carreras.
Originalmente el equipo iba a entrar al campeonato en 1993 pero por falta de fondos, aplazaron su debut un año más tarde. El coche PR01 con motor Ilmor V10 había sido diseñado para 1993 por la empresa Reynard Motorsport (quienes anteriormente habían hecho estudios de investigación y desarrollo para un posible ascenso a F1) fue el peor coche de la temporada 1994, apenas colocaban mejoras a los coches. Gachot clasificó 5 carreras y Belmondo solo clasificó 2 pero ninguno logró terminar. A partir de Francia los coches no clasificaron a las carreras siguientes. Acabaron la temporada sin puntos.

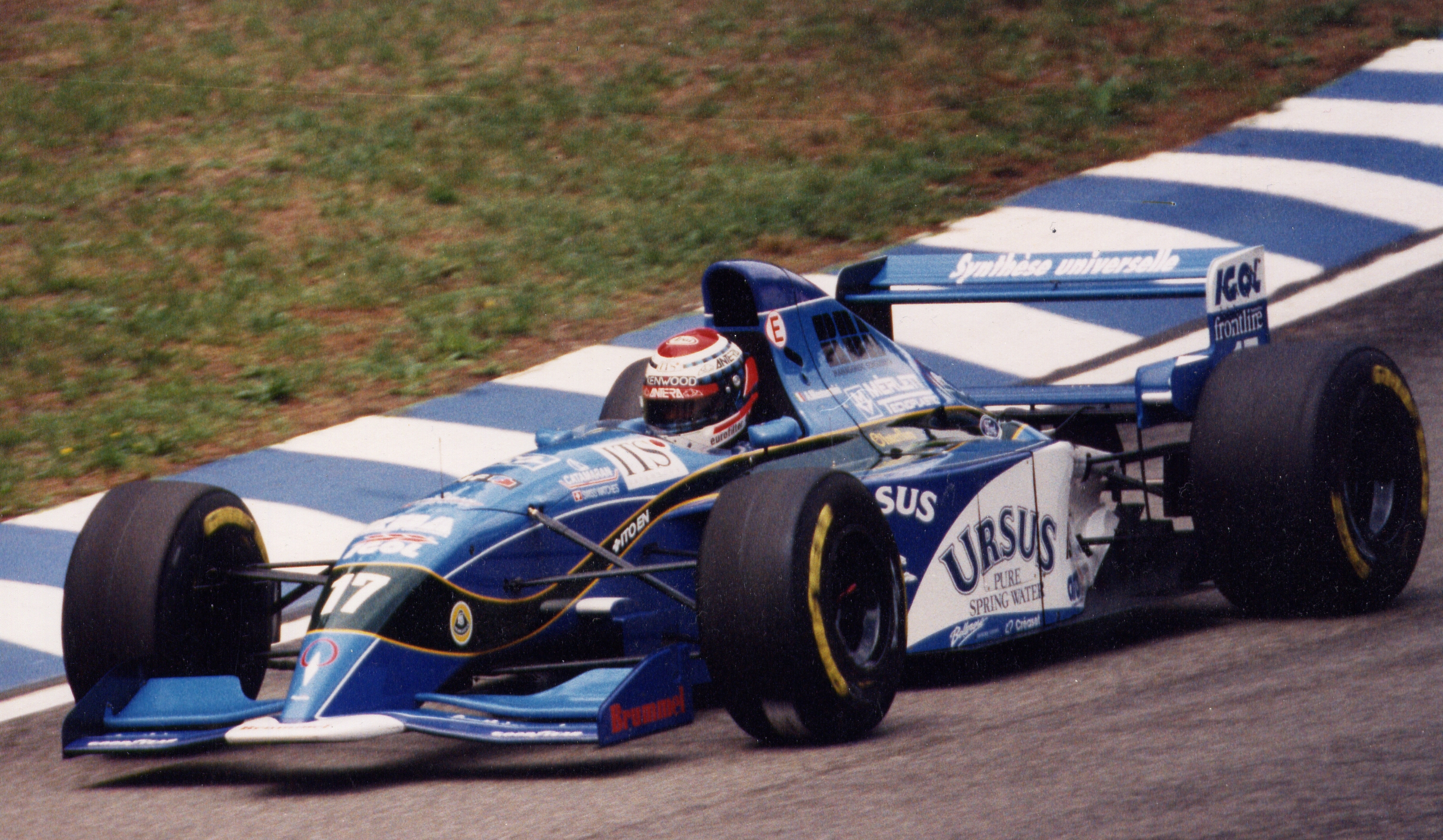
Andrea Montermini sobre el PR02 en el Gran Premio de Alemania de 1995.

### El otro "Team Lotus"
Para 1995, el equipo se fusiona con el extinto Team Lotus, Gachot se convierte en accionista del equipo y el motor Ilmor fue reemplazado por un Cosworth V8 ED y nuevos patrocinadores. Al equipo se le garantizó correr todas las carreras de la temporada por la desaparición de Team Lotus y Larrouse, y solo Forti Corse ingresando al campeonato. El coche PR02 era bastante superior que su predecesor aunque con problemas de fiabilidad terminaron 6 carreras, lograron 2 octavos puestos como mejor resultado. El italiano Andrea Montermini quien reemplazo a Belmondo corrió la temporada entera, mientras que Gachot dejó libre su puesto a mediados de temporada, para dar paso a los pilotos de pago como Giovanni Lavaggi y Jean-Denis Délétraz. Gachot regresó para las últimas 3 carreras de la temporada.

### Después de Fórmula 1
A finales de 1995, Pacific se retira de Fórmula 1 para volver a la Fórmula 3000. En esta etapa tuvieron pilotos como Cristiano da Matta quien consiguió buenos resultados en 1996 y brevemente Marc Gene quien se accidentó en pau en 1997. El equipo solo consiguió un segundo lugar por Oliver Tichy en helsinki. Después, Pacific Racing intentó correr en las 24 Horas de Le Mans en 1997 y 1998 con un BRM P301 actualizado y con motores Nissan, pero una serie de fallos en el proyecto obligó a Wiggins a cerrar el equipo. Wiggins pasó a trabajar en la empresa Lola para CART. En el 2000. Wiggins compró el equipo Bettenhausen Motorsports y lo renombró como Herdez Competition y luego como HVM Racing. El equipo se renombró de nuevo como Minardi Team USA por el nuevo socio del equipo Paul Stoddart que participó en la serie hasta la reunificación con la Indy Racing League. También participaron en IndyCar Series hasta a finales de 2012.

## Resultados

### Fórmula 1
(Clave) (negrita indica pole position) (cursiva indica vuelta rápida)

| Año     | Chasis | Motor                    | Neu. | N.º | Pilotos             | 1   | 2   | 3   | 4   | 5   | 6   | 7   | 8   | 9   | 10  | 11  | 12  | 13  | 14  | 15  | 16  | 17  | Puntos | Pos. |
| ------- | ------ | ------------------------ | ---- | --- | ------------------- | --- | --- | --- | --- | --- | --- | --- | --- | --- | --- | --- | --- | --- | --- | --- | --- | --- | ------ | ---- |
| 1994    | PR01   | Ilmor 2175A 3.5 V10      | G    |     |                     | BRA | PAC | SMR | MON | ESP | CAN | FRA | GBR | GER | HUN | BEL | ITA | POR | EUR | JPN | AUS |     | 0      | NC   |
| 1994    | PR01   | Ilmor 2175A 3.5 V10      | G    | 33  | Paul Belmondo       | DNQ | DNQ | DNQ | Ret | Ret | DNQ | DNQ | DNQ | DNQ | DNQ | DNQ | DNQ | DNQ | DNQ | DNQ | DNQ |     | 0      | NC   |
| 1994    | PR01   | Ilmor 2175A 3.5 V10      | G    | 34  | Bertrand Gachot     | Ret | DNQ | Ret | Ret | Ret | Ret | DNQ | DNQ | DNQ | DNQ | DNQ | DNQ | DNQ | DNQ | DNQ | DNQ |     | 0      | NC   |
| 1995    | PR02   | Ford Cosworth EDC 3.0 V8 | G    |     |                     | BRA | ARG | SMR | ESP | MON | CAN | FRA | GBR | GER | HUN | BEL | ITA | POR | EUR | PAC | JPN | AUS | 0      | NC   |
| 1995    | PR02   | Ford Cosworth EDC 3.0 V8 | G    | 16  | Bertrand Gachot     | Ret | Ret | Ret | Ret | Ret | Ret | Ret | 12  |     |     |     |     |     |     | Ret | Ret | 8   | 0      | NC   |
| 1995    | PR02   | Ford Cosworth EDC 3.0 V8 | G    | 16  | Giovanni Lavaggi    |     |     |     |     |     |     |     |     | Ret | Ret | Ret | Ret |     |     |     |     |     | 0      | NC   |
| 1995    | PR02   | Ford Cosworth EDC 3.0 V8 | G    | 16  | Jean-Denis Délétraz |     |     |     |     |     |     |     |     |     |     |     |     | Ret | NC  |     |     |     | 0      | NC   |
| 1995    | PR02   | Ford Cosworth EDC 3.0 V8 | G    | 17  | Andrea Montermini   | 9   | Ret | Ret | DNS | DSQ | Ret | NC  | Ret | 8   | 12  | Ret | Ret | Ret | Ret | Ret | Ret | Ret | 0      | NC   |
| Fuente: |        |                          |      |     |                     |     |     |     |     |     |     |     |     |     |     |     |     |     |     |     |     |     |        |      |